# Björn Gustafson
Björn Herman Leonard Gustafson, egentligen Gustafsson, född 30 november 1934 i Bromma församling i Stockholm, är en svensk skådespelare.
Gustafson är förknippad med folkkära roller som den snälle drängen Alfred i filmerna om Emil i Lönneberga 1971–1973, den fumlige Dynamit-Harry i Jönssonligan och den sympatiske men kriminelle studierektorn Jan Bertilsson i Dubbelstötarna (1980), Dubbelsvindlarna (1982) och Studierektorns sista strid (1986). Socialisten Bert Hersby i TV-serien Sjukan är också en av Gustafsons mer kända roller. Han har även gjort berättarrösten till TV-serien Alfons Åberg.

## Biografi

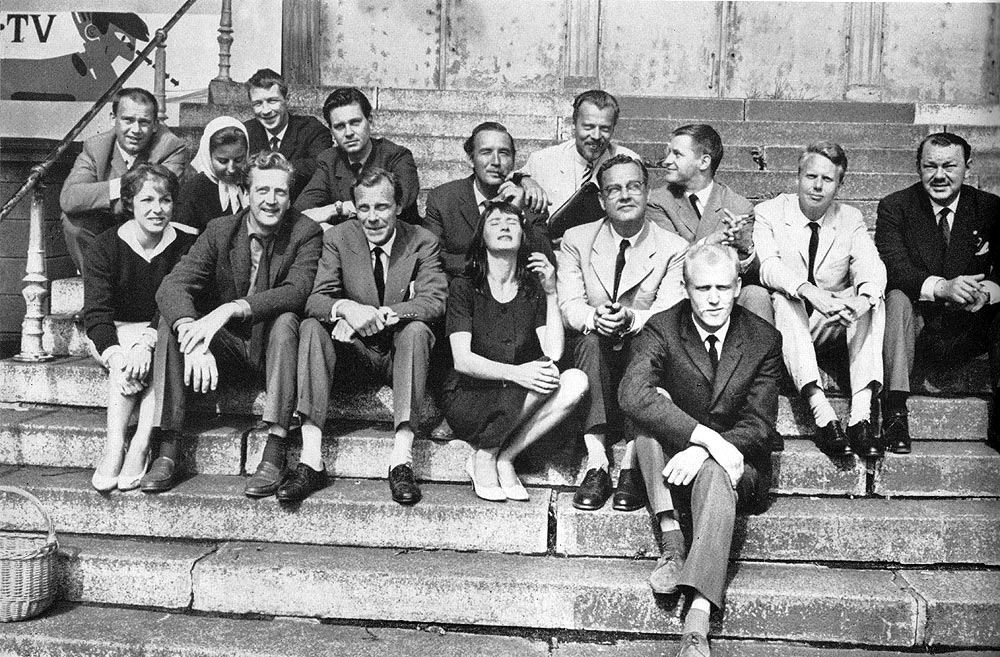
Gustafson (längst fram) tillsammans med TV-teaterensemblen säsongen 1961/1962.

Björn Gustafson, som är son till timmermannen Herman Gustafson och Harriet Näslund, växte upp i Bromma tillsammans med systern Lena (1940–2016) som senare gifte sig med skådespelaren Sten Mattsson. Björn Gustafson studerade på Axel Witzanskys teaterskola och efter en sejour vid Wasa teater i Finland kom han 1954 in vid Dramatens elevskola och blev elevkamrat med Bibi Andersson, Mona Malm, Gun Jönsson, Gunilla Sundberg-Poppe och Lars Lind.
Efter debuten på Dramaten 1955 i Leck Fischers Vår egen ö tillhörde han periodvis Dramatens ensemble och har gjort lite drygt 70 roller där. Först fick han göra en rad säregna figurer i diverse småroller, men våren 1957 gjorde han Mickey Maloy mot Lars Hanson och Inga Tidblad i världspremiären på Eugene O'Neills drama Ett stycke poet, som Olof Molander satte upp på Stora scenen. Gustafson medverkade de närmast påföljande åren i Tjechovs Ivanov (1957), Ostrovskijs Vargar och lamm (1960), Shakespeares Kung John (1961) i regi av Alf Sjöberg. Han var även med Sjöbergs båda storslagna Brecht-uppsättningar: Svejk i andra världskriget (1963) där han gjorde Baloun mot Allan Edwalls Svejk och Mutter Courage med Margaretha Krook i titelrollen. Senare återkom han till Dramaten i Hustruskolan (1980) och Dödgrävaren (1992).
Han har även varit engagerad vid Stockholms stadsteater, turnerat med Riksteatern och spelat på Allan Edwalls Teater Brunnsgatan Fyra. Han spelade mot Meg Westergren  i Karin Thunbergs Lite längtan, helt enkelt (2016) på Stockholms stadsteater.
På Stockholms privatteatrar har Gustafson rönt framgång som komiker. Han gjorde huvudrollen som taxichauffören i Kuta och kör (1984) på Folkan. Därefter följde framgångar som Det stannar i familjen (1988) och Skaffa mig en tenor (1989). På Maximteatern spelade han i farserna Rakt ner i fickan (1996) och Pengarna eller livet (1998) samt i revyn Strålande tider! Härliga tider! (2000).
Gustafson filmdebuterade redan 1952 som ung man vid dansbanan i Ragnar Frisks Flottare med färg. Gustafson har samarbetat mycket med Ulf Brunnberg i Jönssonligan-filmerna och i flera TV-produktioner som till exempel Sjukan (1995) och i Ray Cooney-farsen Oj då en till! på Folkteatern 1987. Gustafson spelade revy med Brunnberg på Stora Teatern i Stockholm och gjorde huvudrollen som tönten i komedin Hjääälp! The Nerd! på samma scen. Sommaren 2003 spelade han en förvirrad folkparksföreståndare i Eva Rydbergs lustspel Kaos i folkparken på Fredriksdalsteatern i Helsingborg. Våren 2008 medverkade han i TV-serien Andra Avenyn, där han spelade pensionerad psykolog. I TV har Gustafson gjort komediroller i serierna En fyra för tre och Sjukan.
För barnpubliken är hans röst välkänd från bland annat Robin Hood (broder Tucks svenska röst), de tecknade filmerna om Pelle Svanslös av Stig Lasseby (som Bull) och barnprogrammet Alfons Åberg (1979–1981, 1994). I det sistnämnda fallet har han lånat ut sin röst till både TV och ljudbok.
Björn Gustafson är sedan 1962 gift med Gisela Gustafson, född Jonsson 1937, dotter till musikern Josef Briné och Viktoria, ogift Böhm. Makarna har tre barn tillsammans.

## Produktioner

### Teater

#### Roller
| År   | Roll                              | Produktion | Regi                                                   | Teater                        |
| ---- | --------------------------------- | --- | ------------------------------------------------------ | ----------------------------- |
| 1955 | Jim Curry                         | Regnmakaren (The Rainmaker) N. Richard Nash                                                                    | Frank Sundström                                        | Nya Teaterns folkparksturné   |
| 1959 | Muren                             | En midsommarnattsdröm (A Midsummer Night's Dream) William Shakespeare                                          | Sandro Malmquist                                       | Skansens friluftsteater       |
| 1960 | Osrick                            | Hamlet William Shakespeare                                                                                     | Alf Sjöberg                                            | Dramaten                      |
| 1960 | Caesar                            | Till Damaskus, del I August Strindberg                                                                         | Olof Molander                                          | Dramaten                      |
| 1961 | Hertigen av Österrike             | Kung John (The Life and Death of King John) William Shakespeare                                                | Alf Sjöberg                                            | Dramaten                      |
| 1961 |                                   | Fridas visor Birger Sjöberg                                                                                    | Per Sjöstrand                                          | Skansens friluftsteater       |
| 1962 | Kommendörkapten Greench           | Resan (Le voyage) Georges Schehadé                                                                             | Alf Sjöberg                                            | Dramaten                      |
| 1962 | Brick                             | Leon Phitts är död (Leon Phitts Is Dead) Mark Zalk                                                             | Hans Abramson                                          | Lilla Teatern                 |
| 1962 | Zapo                              | Party: Picknick på slagfältet (Pique-nique en campagne) Fernando Arrabal                                       | Jackie Söderman                                        | Lilla Teatern                 |
| 1962 | Hjälte 1                          | Party: De tre hjältarna (I tre bravi) Dario Fo                                                                 | Jackie Söderman                                        | Lilla Teatern                 |
| 1962 | Ivan Ivanovitsch                  | Party: Drömmar i Omsk Lars Forssell                                                                            | Jackie Söderman                                        | Lilla Teatern                 |
| 1963 | Baloun, Svejks vän                | Svejk i andra världskriget (Schweyk im zweiten Weltkrieg) Bertolt Brecht                                       | Alf Sjöberg                                            | Dramaten                      |
| 1963 | Kammarjunkaren                    | Sagan Hjalmar Bergman                                                                                          | Ingmar Bergman                                         | Dramaten                      |
| 1964 | Shawn Keogh                       | Hjälten på den gröna ön (The Playboy of the Western World ) John Millington Synge                              | Lars-Erik Liedholm                                     | Dramaten                      |
| 1964 | Medverkande                       | Å vilket härligt krig (Oh, what a lovely war) Charles Chilton                                                  | Jackie Söderman                                        | Dramaten                      |
| 1965 | Herr Dimanche                     | Don Juan (Dom Juan ou Le Festin de pierre) Molière                                                             | Ingmar Bergman                                         | Dramaten                      |
| 1965 | Fältväbeln                        | Mutter Courage (Mutter Courage und ihre Kinder) Bertolt Brecht                                                 | Alf Sjöberg                                            | Dramaten                      |
| 1970 | Jack Worthing                     | Mr Ernest (The Importance Of Being Earnest) Oscar Wilde                                                        | Björn Gustafson                                        | Stockholms stadsteater        |
| 1970 | Syster Siv                        | Hemmet Kent Andersson och Bengt Bratt                                                                          | Fred Hjelm                                             | Stockholms stadsteater        |
| 1971 | Ordningspolisen Fotografen Mannen | Sol, vad vill du mig? Birger Norman                                                                            | Ingvar Kjellson                                        | Dramaten                      |
| 1971 | Stora gullet                      | De vilda svanarna (De vilde Svaner) H.C. Andersen                                                              | Fred Hjelm                                             | Stockholms stadsteater        |
| 1972 | Pappa                             | En lycklig tilldragelse (Szczęśliwe wydarzenie) Sławomir Mrożek                                                | Lars Edström                                           | Stockholms stadsteater        |
| 1973 | Patron Julius                     | Gösta Berlings saga Selma Lagerlöf                                                                             | Johan Bergenstråhle Marie-Louise De Geer Bergenstråhle | Stockholms stadsteater        |
| 1974 | Scanarelle                        | Don Juan (Dom Juan ou Le Festin de pierre) Molière                                                             | Jonas Cornell                                          | Stockholms stadsteater        |
| 1975 | Begriffenfeldt                    | Peer Gynt, del II Henrik Ibsen                                                                                 | Fred Hjelm                                             | Stockholms stadsteater        |
| 1975 | Leonid Andrejevitj                | Körsbärsträdgården (Вишнёвый сад, Visjnjovyj sad) Anton Tjechov                                                | Jan Håkanson                                           | Stockholms stadsteater        |
| 1976 | Mäster Jacques                    | Den girige (L'Avare ou l'École du mensonge) Molière                                                            | Yves Bureau                                            | Stockholms stadsteater        |
| 1977 | Ulrich Bräker, musketör           | Slaget vid Lobositz (Schlacht bei Lobositz) Peter Hacks                                                        | Friedo Solter                                          | Stockholms stadsteater        |
| 1977 | Colladan                          | Spargrisen (La cagnotte) Eugène Labiche                                                                        | Yves Bureau                                            | Stockholms stadsteater        |
| 1978 | Bellman                           | Wärdshuset Haren och vråken Lars Forssell                                                                      | Fred Hjelm                                             | Stockholms stadsteater        |
| 1980 | Alain                             | Hustruskolan (L'école des femmes) Molière                                                                      | Alf Sjöberg                                            | Dramaten                      |
| 1983 | Medvedjenko                       | Måsen (Чайка, Tjajka) Anton Tjechov                                                                            | Gunnel Lindblom                                        | Dramaten                      |
| 1984 | Willie                            | Master Harold (Master Harold and the Boys) Athol Fugard                                                        | Hans Klinga                                            | Dramaten                      |
| 1984 | John Smith                        | Kuta och kör (Run for Your Wife) Ray Cooney                                                                    |                                                        | Folkan                        |
| 1987 | Hickory-Wood                      | Oj då!... en till?! (One For the Pot) Ray Cooney och Tony Hilton                                               | Chris Johnston                                         | Folkan                        |
| 1988 | Hubert Bonney                     | Det stannar i familjen (It Runs in the Family) Ray Cooney                                                      | Brian Howard                                           | Folkan                        |
| 1990 | Operachefen                       | Skaffa mig en tenor (Lend Me a Tenor) Ken Ludwig                                                               | Piv Bernth                                             | Folkan                        |
| 1991 | Medverkande                       | Flott & lagom Sven Hugo Persson, Kar de Mumma, Calle Norlén, Carl Zetterström, Tomas Tivemark, Katrin Sundberg | Thomas Ryberger                                        | Stora teatern, Stockholm      |
| 1992 | Brodern                           | Oväder August Strindberg                                                                                       | Wilhelm Carlsson                                       | Dramaten                      |
| 1992 | Polonius Spåmannen Apotekaren     | Dödgrävaren Hans Alfredson                                                                                     | Hans Alfredson                                         | Dramaten                      |
| 1992 | Lennart Branting                  | Trassel (Out of Order) Ray Cooney                                                                              | Lars Amble                                             | Maximteatern                  |
| 1994 | Rick                              | Hjäälp – the nerd! (The Nerd) Larry Shue                                                                       | Hans Bergström                                         | Stora teatern, Stockholm      |
| 1996 | Herr Larsson                      | Rakt ner i fickan (Cash on Delivery) Michael Cooney                                                            | Lars Amble                                             | Maximteatern                  |
| 1998 |                                   | Pengarna eller livet (Funny Money) Ray Cooney                                                                  | Lars Amble                                             | Maximteatern                  |
| 2000 | Medverkande                       | Strålande tider! Härliga tider!, revy                                                                          | Lars Amble                                             | Maximteatern                  |
| 2001 | Bert Hersby                       | Hela sjukan (It Can Damage Your Health) Eric Chappell                                                          | Thomas Ryberger                                        | Scalateatern/ Riksteatern     |
| 2002 |                                   | Macbeth fritt efter William Shakespeare                                                                        |                                                        | Teater Brunnsgatan Fyra Turné |
| 2003 | Börje, chefen                     | Kaos i folkparken Adde Malmberg, Johan Schildt och Robert Sjöblom                                              | Jan Hertz                                              | Fredriksdalsteatern           |
| 2004 | Connys pappa                      | Fångad på nätet (Caught on the net) Ray Cooney                                                                 | Bo Hermansson                                          | Oscarsteatern                 |
| 2007 |                                   | Medan tiden går (About Time) Tom Cole                                                                          | Jan de Laval                                           | Strindbergs Intima Teater     |
| 2009 | Pjotr Sorin                       | Måsen (Чайка, Tjajka) Anton Tjechov                                                                            | Jan Håkanson                                           | Stockholms stadsteater        |
| 2010 |                                   | Sista sommaren (On Golden Pond) Ernest Thompson                                                                | Hugo Hansén                                            | Stockholms stadsteater        |
| 2014 | Strömberg                         | Karl Gerhard - en fantasi om en revykung Irena Kraus                                                           | Johanna Garpe                                          | Stockholms stadsteater        |
| 2015 | Harald                            | En fröjdefull jul (Season's Greetings) Alan Ayckbourn                                                          | Jonna Nordenskiöld                                     | Stockholms stadsteater        |
| 2016 | Mannen                            | Lite längtan, helt enkelt Karin Thunberg                                                                       | Hugo Hansén                                            | Stockholms stadsteater        |

#### Regi
| År   | Produktion                                | Upphovsmän    | Teater                  |
| ---- | ----------------------------------------- | ------------- | ----------------------- |
| 1970 | Mr Ernest The Importance Of Being Earnest | Oscar Wilde   | Stockholms stadsteater. |
| 1985 | Intill mjölkhagen                         | Dylan Thomas  | Stockholms stadsteater  |
| 1999 | Fullpackat                                | Eric Chappell | Riksteatern             |
| 2001 | Brinner Paris...                          | Bill Warnock  | Riksteatern             |

### Filmografi (i urval)
- 1956 – Swing it, fröken
- 1957 – Värmlänningarna
- 1957 – Vägen genom Skå
- 1958 – Mannekäng i rött
- 1958 – Fröken April
- 1958 – Lek på regnbågen
- 1959 – Sängkammartjuven
- 1959 – Ryttare i blått
- 1961 – Ljuva ungdomstid
- 1961 – Pojken i trädet
- 1962 – En nolla för mycket
- 1962 – Värmlänningarna
- 1963 – Kurragömma
- 1964 – Är du inte riktigt klok?
- 1965 – Kärlek 65
- 1966 – Ormen
- 1967 – Mördaren – en helt vanlig person
- 1968 – Bombi Bitt och jag (TV-serie)
- 1968 – Badarna
- 1969 – Mej och dej
- 1969 – Eriksson
- 1970 – Frida och hennes vän (TV-serie)
- 1971 – Emil i Lönneberga - drängen Alfred
- 1972 – Nya hyss av Emil i Lönneberga - drängen Alfred
- 1973 – Den vita stenen (TV-serie) - Bror Emilsson, konditor
- 1973 – Makt på spel (TV-serie)
- 1973 – Robin Hood (röst som broder Tuck)
- 1973 – Emil och griseknoen - drängen Alfred
- 1974 – Vita nejlikan eller Den barmhärtige sybariten
- 1974 – Engeln (TV-serie)
- 1975 – Nisse och Greta (TV-serie)
- 1975 – Robert och Jessica (TV-serie)
- 1975 – Från A till Ö (TV-serie) - Arvid Tallfors, jägmästare
- 1978 – En och en
- 1979 – Min älskade
- 1980 – Och skeppets namn var Gigantic (TV-pjäs)
- 1980 – Swedenhielms (TV-serie) (TV-pjäs)
- 1980 – Huset i världens mitt
- 1980 – Madicken på Junibacken - Einar Berglund, doktor
- 1980 – Dubbelstötarna (TV-serie) - Jan Bertilsson, studierektor
- 1980 – Mannen som blev miljonär
- 1980 – Marmeladupproret
- 1981 – Pelle Svanslös (röst som Bull)
- 1982 – Jönssonligan & Dynamit-Harry - Dynamit-Harry
- 1982 – Dubbelsvindlarna (TV-serie) - Jan Bertilsson, studierektor
- 1983 – P&B
- 1983 – Vad betjänten såg (TV-pjäs)
- 1984 – Jönssonligan får guldfeber - Dynamit-Harry
- 1984 – Hur ska det gå för Pettersson? (TV-teater)
- 1984 – Åke och hans värld
- 1985 – Pelle Svanslös i Amerikatt (röst som Bull)
- 1986 – Jönssonligan dyker upp igen - Dynamit-Harry
- 1987 – Mälarpirater
- 1989 – Jönssonligan på Mallorca - Dynamit-Harry
- 1989 – Godnatt herr luffare - Manfred, luffare
- 1990 – Rosenbaddarna (TV-serie)
- 1991 – Oxen
- 1991 – Den goda viljan (TV-serie)
- 1992 – Jönssonligan & den svarta diamanten - Dynamit-Harry
- 1994 – Flumsnack
- 1994 – Pillertrillaren
- 1995 – Jönssonligans största kupp - Dynamit-Harry
- 1995 – Sjukan (TV-serie), första säsongen
- 1995 – Alfred
- 1996–1997 – En fyra för tre (TV-serie)
- 1997 – Sjukan (TV-serie), andra säsongen
- 2000 – Jönssonligan spelar högt - Dynamit-Harry
- 2002 – Utanför din dörr
- 2005 – Doxa
- 2005 – Lovisa och Carl Michael (TV-serie)
- 2006 – Världarnas bok (TV-serie)
- 2007 – Höök (TV-serie)
- 2007 – Animalia (TV-serie) (Berättare, Kalevi-morfar, Toucan) (röst)
- 2007–2008 – Hotell Kantarell (TV-serie)
- 2008 – Andra Avenyn (TV-serie)
- 2011 – Någon annanstans i Sverige
- 2012 – Gustafsson 3 tr (TV-serie)
- 2016 – Selmas saga (TV-serie) (julkalender)
- 2016 – Syrror (TV-serie)
- 2017 – Jakten på tidskristallen (TV-serie)
- 2017–2019 – Enkelstöten (TV-serie)
- 2017 – Fröken Frimans krig (TV-serie)
- 2018 – Sjölyckan (TV-serie)
- 2019 – Solsidan (TV-serie)
- 2019 – En del av mitt hjärta
- 2020 – Helt perfekt (TV-serie)
- 2020 – Champagne & Cyanide (kortfilm)

## Priser och utmärkelser
- 1975 – Gösta Ekman-stipendiet[27]
- 1985 – Svenska Dagbladets Poppepris[27]
- 1996 – Guldmasken för "Bästa manliga biroll i pjäs" i Rakt ner i fickan[28]
- 2002 – Mottog pris ur Truxas minnesfond[källa behövs]
- 2004 – Guldmasken för "Bästa manliga biroll i musikal" i Fångad på nätet[29]
- 2009 – Litteris et Artibus[30]
- 2023 – Hedersguldbaggen[31]